# 16 Dywizja Lotnictwa Myśliwskiego
16 Gwardyjska Swirska Dywizja Lotnictwa Myśliwskiego (ros. 16-я гвардейская истребительная авиационная Свирская Краснознамённая дивизия) – związek taktyczny Armii Radzieckiej przejęty przez  Siły Zbrojne Federacji Rosyjskiej.
W końcowym okresie istnienia Związku Socjalistycznych Republik Radzieckich dywizja stacjonowała na terenie Niemieckiej Republiki Demokratycznej. W tym czasie wchodziła w skład 16 Armii Lotniczej z Wunsdorf.

## Struktura organizacyjna
Skład w 1990:
- dowództwo i sztab – Ribnitz-Damgarten
- 773 pułk lotnictwa myśliwskiego - Ribnitz-Damgarten;
- 33 pułk lotnictwa myśliwskiego - Wittstok;
- 787 pułk lotnictwa myśliwskiego - Eberswalde Finów;
- 447 batalion zabezpieczenia lotnisk - Daggarten;
- 168 batalion zabezpieczenia radiotechnicznego - Damggarten;
- 366 batalion łączności - Damggarten;
- 102 pułk zabezpieczenia technicznego - Damggarten.